# Адлькофен
Адлькофен (нім. Adlkofen) — громада в Німеччині, знаходиться в землі Баварія. Підпорядковується адміністративному округу Нижня Баварія. Входить до складу району Ландсгут.
Площа — 47,82 км2. Населення становить 4378 ос. (станом на 31 грудня 2020).